# Sarnois
 Sarnois  es una comuna y población de Francia, en la región de Picardía, departamento de Oise, en el distrito de Beauvais y cantón de Grandvilliers.
Su población en el censo de 1999 era de 235 habitantes.
Está integrada en la Communauté de communes de la Picardie Verte .

## Demografía
| 247 | 260 | 241 | 230 | 216 | 235 |
| Para los censos de 1962 a 1999 la población legal corresponde a la población sin duplicidades (Fuente: INSEE [Consultar]) |     |     |     |     |     |

- Datos: Q1335149
- Multimedia: Sarnois / Q1335149

1. ↑  Worldpostalcodes.org, código postal n.º 60210.
2. ↑  INSEE, Datos de población para el año 2012 de Sarnois (en francés).